# Soussac
Soussac is een gemeente in het Franse departement Gironde (regio Nouvelle-Aquitaine) en telt 159 inwoners (1999). De plaats maakt deel uit van het arrondissement Langon.

## Geografie
De oppervlakte van Soussac bedraagt 6,5 km², de bevolkingsdichtheid is 24,5 inwoners per km².
De onderstaande kaart toont de ligging van Soussac met de belangrijkste infrastructuur en aangrenzende gemeenten.

## Demografie
Onderstaande figuur toont het verloop van het inwonertal (bron: INSEE-tellingen).